# Ваче (князь Кахетії)
Ваче I (груз. ვაჩე; д/н — 839) — 2-й еріставі-хорєпископ Кахетії в 827—839 роках.

## Життєпис
Походив з гардабанського шляхетського роду Квабулідзе. Онук і син азнаурі Рачвелі й Йоване Квабулідзе відповідно. Для нього було обрано духовну кар'єру, стає хорєскипом Дачі.
827 року після смерті еріставі-хорєпископа Грігола за підтримки гардабанської знаті домігся обрання себе на цю посаду. У 829—830 році протистояв вторгненню Халіда ібн Язіда, арабського валі аль-Армінії. Але зрештою змушений був визнати зверхність арабів, сплативши данину в 3 тис. коней і 20 тис. овець.
В наступні роки ймовірно уклав союзи з іберійським ерісмтаваром Багратом I і Сахлом Смбатяном, князем Шакі.
Наприкінці 820-х років відновив боротьбу з іберійським ерісмтаваром за область Шида-Іберія. Діяв спільно з тбіліським еміром Ісхаком ібн Ісмаїлом, завдяки чому вдалося відвоювати Шида-Іберію, але як переможці розділили здобич між собою невідомо. Союз Кахетинського князівства і Тбіліського емірату перетворив їх у потужну силу на Кавказі.
При цьому еріставі-хорєпископ не відмовлявся від спільних походів з Салхом проти арабів. Помер Ваче 839 року. Новим володарем було обрано Самуїла Донаурі.